# Musée national d'Irlande

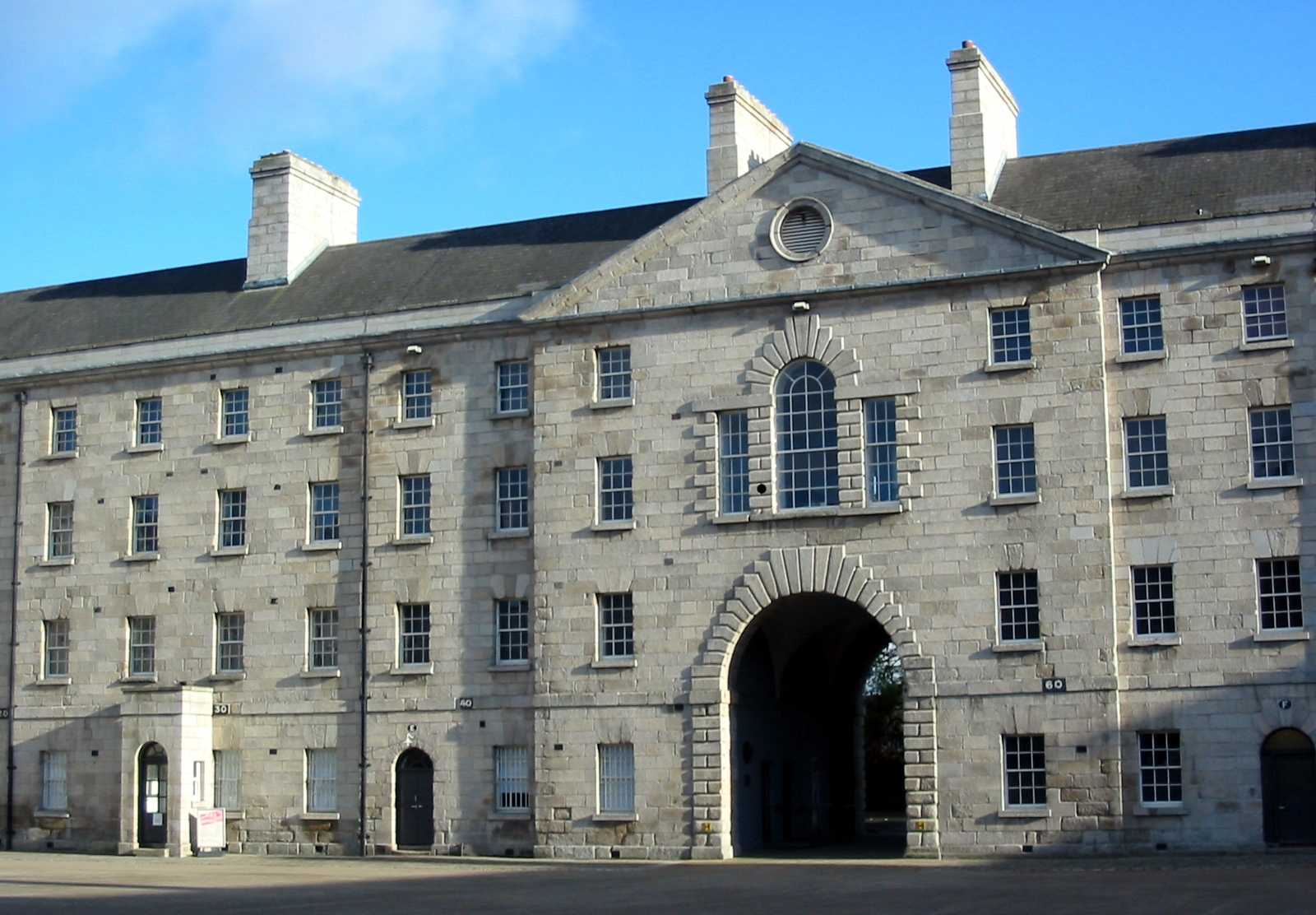
Musée national d'Irlande — Arts décoratifs & Histoire à Collins Barracks

Le musée national d'Irlande, en anglais National Museum of Ireland, en irlandais Ard-Mhúsaem na hÉireann, est le musée national de la république d'Irlande. Il possède trois centres à Dublin et un dans le comté de Mayo. Il met particulièrement l'accent sur l'art, la culture et l'histoire naturelle de l'Irlande.

## Archéologie et histoire
Le département Archéologie et histoire de Kildare Street propose des expositions sur l'Irlande préhistorique (anciens objets en or), les périodes viking et médiévales (trésors d'église), et les époques plus récentes, ainsi que des présentations particulières d'objets d'Égypte, de Chypre et du monde romain. Des expositions spéciales sont aussi régulièrement organisées.
Ce département possède des pièces, telles que le calice d'Ardagh, la broche de Tara, le trésor de Broighter et le calice de Derrynaflan, tous des exemples célèbres du travail du métal au haut Moyen Âge en Irlande, ainsi que des ornements préhistoriques de l'âge du bronze en Irlande. Beaucoup de ces pièces ont été découvertes au XIXe siècle par des paysans, quand l'accroissement de la population conduisit à cultiver des terres laissées intactes depuis le Moyen Âge. Bien sûr, sans l'intervention de George Petrie de l'Académie royale d'Irlande, et des personnes semblables de la « Royal Society of Antiquaries of Ireland », la plupart des pièces métalliques auraient été fondues pour la valeur intrinsèque de leurs matériaux, comme cela arriva fréquemment malgré leurs efforts. Aujourd'hui les Irlandais sont plus sensibles à leur héritage, comme l'a montré la découverte, en juillet 2006 du Psautier de Faddan More.
Les musées des deux institutions citées ci-dessus formèrent la base du département Archéologie et histoire de Kildare Street. C'est là que s'ouvrit en 1890 le « musée d'art et de science de Dublin » (Dublin Museum of Science and Art) dans le bâtiment conçu par Thomas Newenham Deane et son fils, Thomas Manly Deane. Jusqu'en 1922, ce site incluait aussi Leinster House, qui abrite maintenant le Oireachtas.

## Arts décoratifs et Histoire
Arts décoratifs et Histoire, où se trouve le « Grand Sceau de l'État libre d'Irlande », est la partie de la collection conservée à Collins Barracks, une ancienne caserne baptisée en 1922 à la mémoire de l'homme politique irlandais Michael Collins. Ce site s'est ouvert en 1997, et il abrite aussi le centre administratif du musée, une boutique et une cafétéria.
Ce département présente du mobilier, des objets en argent, en céramique et en verre, ainsi que des exemples de costume populaire, d'objets de la vie quotidienne, de monnaie et d'armes. Un vase en porcelaine de Chine, datant d'environ 1300 est une des pièces principales. Des expositions particulières sont organisées régulièrement, par exemple, à l'été 2007, celle des Hautes Croix irlandaises.

## Vie à la campagne
Vie à la campagne est la partie du musée à avoir été ouverte le plus récemment, en 2001. Elle se trouve à Castlebar, dans le comté de Mayo. Il y a des expositions sur la maison, l'environnement naturel et sur les forces du changement.
Ce musée s'est concentré sur la vie quotidienne du milieu du XIXe siècle au milieu du XXe siècle, la plupart des matériaux lui venant de l'Irlande rurale des années 1930.

## Musée d'histoire naturelle
Le Musée d'histoire naturelle, qui fait partie du musée national, même si, souvent, on pense qu'ils sont distincts, se trouve à Dublin, Merrion Street. Il abrite des spécimens d'animaux du monde entier. Sa collection, ainsi que son aspect victorien, n'ont pas beaucoup changé depuis le début du XXe siècle.